# Uralkodói korona
A heraldikában az uralkodói korona egy adott szuverén fejedelem hatalmi jelvényének stilizált változata. Mivel a valóságban is létezik, nem valódi rangkorona, noha az adott uralkodó rangját jelöli. Mivel azonban nem rang általános jelképe, hanem egy adott ország uralkodói rangjáé, csak az uralkodócsalád tagjai és az állami intézmények használhatják. Az uralkodói koronák alakja nem a rangkoronákéhoz hasonló általános forma, hanem országonként eltér egymástól. Ezért a címerfestőnek pusztán a név említésére (pl. magyar  királyi, német-római császári, svéd királyi, napóleoni, osztrák császári, iráni Pahlavi, japán császári korona) is tudnia kell megrajzolni azok helyes stilizált változatát.
A rangjelölő koronák kialakulása a 14. században a német-római uralkodók hatalmi jelvényeinek differenciálódásával kezdődött, amikor kezdett elkülönülni egymástól a német-római császárok és a német királyok koronája.

## Kapcsolódó szócikk
Rangjelölő koronák